# Pogonortalis monteithi
Pogonortalis monteithi är en tvåvingeart som beskrevs av Mcalpine 2007. Pogonortalis monteithi ingår i släktet Pogonortalis och familjen bredmunsflugor.
Artens utbredningsområde är Nya Kaledonien. Inga underarter finns listade i Catalogue of Life.